# Zelatractodes melini
Zelatractodes melini är en tvåvingeart som beskrevs av Frey 1927. Zelatractodes melini ingår i släktet Zelatractodes och familjen skridflugor.
Artens utbredningsområde är Peru. Inga underarter finns listade i Catalogue of Life.